# Zelotes pseudoapricorum
Zelotes pseudoapricorum är en spindelart som beskrevs av Schenkel 1963. Zelotes pseudoapricorum ingår i släktet Zelotes och familjen plattbuksspindlar. Inga underarter finns listade i Catalogue of Life.